# エンドレ・ヘレストヴェイト
エンドレ・ヘレストヴェイト（Endre Hellestveit）は、ノルウェーの俳優。

## 出演作品
- 私立探偵ヴァルグシリーズ（イーサクセン）